# ديماركوس لورانس
ديماركوس لورانس (بالإنجليزية: Demarcus Lawrence)‏ هو لاعب كرة قدم أمريكية أمريكي، ولد في 28 أبريل 1992 في أيكن في الولايات المتحدة.

## وصلات خارجية
- ديماركوس لورانس على موقع مرجع كرة القدم المحترفة.كوم (الإنجليزية)